# Medycyna weterynaryjna

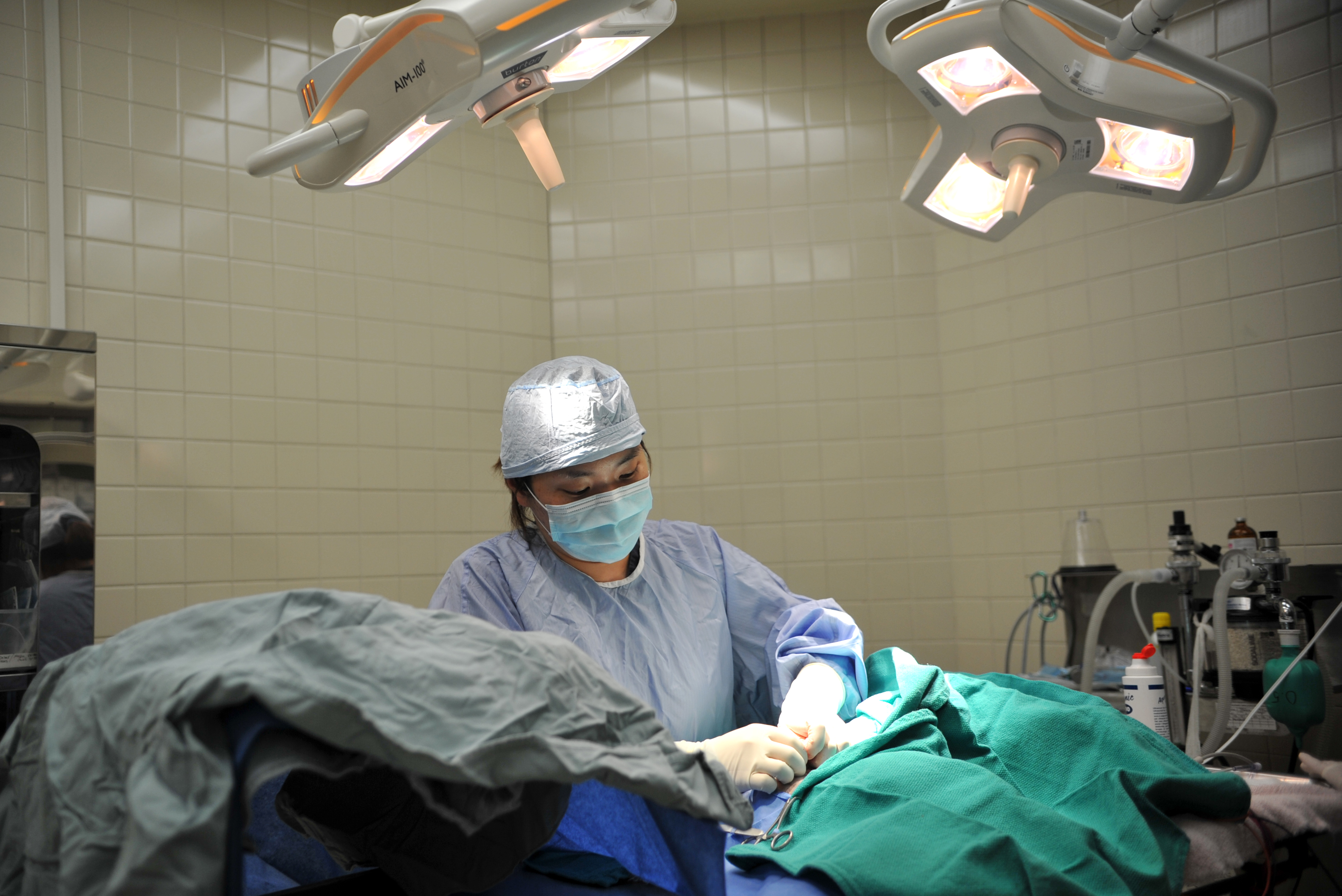
Lekarz weterynarii przy pracy

Medycyna weterynaryjna (potocznie weterynaria) – jedna z trzech nauk lekarskich, główna dyscyplina nauk weterynaryjnych. To dziedzina zajmująca się zdrowiem zwierząt, zarówno w aspekcie indywidualnym, jak i populacyjnym. Obejmuje profilaktykę, diagnostykę, leczenie, a także zwalczanie chorób zwierząt domowych, gospodarskich, dzikich i egzotycznych. Jej zakres dotyczy również ochrony zdrowia publicznego poprzez kontrolę chorób odzwierzęcych (zoonoz), nadzór nad bezpieczeństwem żywności pochodzenia zwierzęcego, dobrostanem zwierząt oraz ochroną środowiska.
Medycyna weterynaryjna opiera się na naukach biologicznych, chemicznych i klinicznych, ale stanowi odrębny obszar wiedzy i praktyki od medycyny ludzkiej – zarówno w zakresie kształcenia, jak i działalności zawodowej.

## Początki weterynarii
Pierwsze zapiski historyczne o leczeniu zwierząt pochodzą z roku 3000 p.n.e. z Mezopotamii i dotyczą pierwszego w historii lekarza weterynarii o imieniu Urlugaledinn. W starożytnej Grecji leczeniu zwierząt poświęcał uwagę Hipokrates. Około 500 p.n.e. jako pierwszy dokonywał sekcji zwierząt dla celów naukowych Alkmeon z Krotonu. Arystoteles opisał niektóre choroby zwierząt, m.in. wściekliznę psów i nosaciznę koni.
Pierwszy szpital dla zwierząt powstał w Indiach za panowania króla Aśoki w III w. p.n.e. W średniowieczu na rozwój weterynarii wpływ wywarło szereg dzieł, m.in. Canon medicinae Avicenny, Anatomia del cavallo C. Ruiniego, opisy rozmaitych chorób zwierząt, m.in. w 1494 pierwszy opis ospy owiec F. Rabelais’go. W 1711 Włoch G.M. Lancisi pierwszy rozpoznał księgosusz (chorobę bydła).
Pierwszą uczelnią weterynaryjną była Wyższa Szkoła Weterynarii w Lyonie we Francji, założona w 1762 przez C.Bourgelata. W latach 70. XVIII w. powstały następne w Szwecji, w Hannowerze (na polecenie Jerzego III), w Danii oraz w Wiedniu (w r. 1765).
W Polsce pierwszą książką o leczeniu zwierząt była Sprawa a lekarstwa końskie królewskiego kowala Conrada (1532). Pierwsza Katedra Weterynarii w Polsce powstała w 1804 roku w Krakowie na Uniwersytecie Jagiellońskim – działała ona z przerwami do 1936 r. (w 2012 roku została reaktywowana). W 1823 roku Ludwik Henryk Bojanus założył natomiast Szkołę Weterynaryjną przy Wydziale Lekarskim Uniwersytetu Wileńskiego. W 1840 r. w Warszawie powstała Szkoła Weterynaryjna, pod naciskami zaborcy zrusyfikowana i przemianowana w 1873 r. na Instytut Weterynaryjny. W 1881 r. utworzono we Lwowie Szkołę Weterynarii, w 1898 przekształconą w Akademię Weterynaryjną. W 1927 r. otwarto Wydział Weterynaryjny na Uniwersytecie Warszawskim, przeniesiony w 1952 r. do Szkoły Głównej Gospodarstwa Wiejskiego w Warszawie. W 1945 r. w Puławach powstał Instytut Weterynarii, placówka naukowo-badawcza obejmująca szereg pracowni i zakładów naukowych, m.in. mikrobiologii, higieny zwierząt, anatomii patologicznej, parazytologii i chorób inwazyjnych, chorób bydła, świń, drobiu, ryb, owadów użytkowych, technologii i kontroli leków weterynaryjnych, badania produktów zwierzęcych.

## Nauki podstawowe
Nauki podstawowe to zespół dziedzin obejmujących procesy zachodzące w prawidłowo funkcjonującym organizmie zwierzęcym, jak również mechanizmy powstawania oraz przebiegu procesów chorobowych. Ich opanowanie stanowi fundament dla dalszego kształcenia klinicznego lekarza weterynarii, umożliwiając zrozumienie zasad funkcjonowania organizmu oraz etiopatogenezy chorób. Do nauk podstawowych zalicza się między innymi:
- anatomię zwierząt,
- biochemię zwierząt,
- fizjologię zwierząt,
- histologię zwierząt,
- immunologię weterynaryjną,
- etologię,
- epidemiologię weterynaryjną,
- farmację weterynaryjną,
- mikrobiologię weterynaryjną,
- immunologię kliniczną zwierząt,
- patofizjologię zwierząt,
- wirusologię weterynaryjną.

## Nauki kliniczne
Zespół dziedzin specjalistycznych, skoncentrowanych na wybranych obszarach diagnostyki, leczenia i profilaktyki chorób zwierząt. Ich opanowanie umożliwia lekarzowi weterynarii podejmowanie skutecznych działań w zakresie rozpoznawania, leczenia i zapobiegania chorobom u zwierząt różnych gatunków. Nauki kliniczne są kluczowym etapem w przygotowaniu do wykonywania praktyki weterynaryjnej. W ich skład wchodzą między innymi:
- farmakologia weterynaryjna,
- toksykologia weterynaryjna,
- diagnostyka weterynaryjna,
- anatomia patologiczna zwierząt,
- patomorfologia zwierząt,
- andrologia i biotechnologia rozrodu,
- anestezjologia i intensywna terapia weterynaryjna,
- choroby owadów,
- choroby ptaków,
- choroby ryb,
- choroby zwierząt egzotycznych,
- choroby zwierząt futerkowych,
- choroby zwierząt laboratoryjnych,
- choroby zwierząt łownych,
- dermatologia weterynaryjna,
- choroby wewnętrzne zwierząt,
- choroby zakaźne zwierząt,
- chirurgia weterynaryjna,
- chirurgia dużych zwierząt,
- chirurgia małych zwierząt,
- andrologia i sztuczne unasiennianie zwierząt,
- położnictwo i rozród zwierząt,
- parazytologia,
- profilaktyka weterynaryjna,
- ortopedia weterynaryjna,
- dietetyka weterynaryjna,
- radiologia weterynaryjna,
- weterynaria sądowa,
- higiena zwierząt rzeźnych i żywności pochodzenia zwierzęcego.

## Diagnostyka weterynaryjna
Diagnostyka weterynaryjna obejmuje zespół metod i technik służących do rozpoznawania stanu zdrowia zwierząt oraz identyfikacji chorób. Jest podstawą skutecznego leczenia i profilaktyki. Obejmuje zarówno metody obrazowe, jak i laboratoryjne, a także wykorzystanie specjalistycznego sprzętu medycznego.

### Diagnostyka obrazowa
W diagnostyce obrazowej stosuje się m.in.:
- radiografię (RTG) – do oceny układu kostnego, klatki piersiowej, jamy brzusznej,
- ultrasonografię (USG) – szczególnie w diagnostyce narządów jamy brzusznej i ciąży,
- endoskopię – do badania przewodu pokarmowego i układu oddechowego,
- elektrokardiografię (EKG) – w diagnostyce chorób serca,
- tomografię komputerową (TK) – do szczegółowej oceny struktur wewnętrznych,
- rezonans magnetyczny (MRI) – szczególnie przy diagnozowaniu schorzeń neurologicznych i ortopedycznych.

### Diagnostyka laboratoryjna
Do najczęściej wykonywanych badań laboratoryjnych należą:
- morfologia i biochemia krwi,
- badanie moczu,
- posiewy mikrobiologiczne,
- gazometria krwi,
- analiza składu osocza,
- biopsje i cytologia.

### Sprzęt medyczny
W codziennej pracy lekarza weterynarii wykorzystywany jest m.in.:
- fonendoskop,
- narzędzia chirurgiczne,
- aparat USG,
- aparat RTG,
- analizatory hematologiczne i biochemiczne.

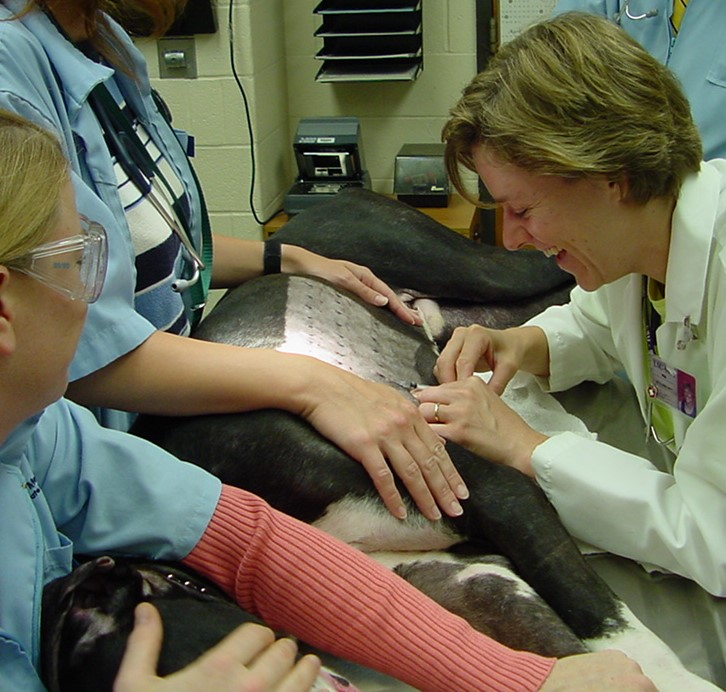

## Kształcenie lekarzy weterynarii
Studia na kierunku weterynaria w Polsce mają charakter jednolitych studiów magisterskich i trwają 5,5 roku (11 semestrów). Są one wyjątkiem od systemu bolońskiego (Deklaracja Bolońska), który zakłada podział studiów na pierwszy i drugi stopień. Absolwent otrzymuje tytuł lekarza weterynarii (lek. wet.), który jest równoważny z tytułem magistra (ang. Master’s degree) i międzynarodowo określany jako Doctor of Veterinary Medicine (DVM).

### Ośrodki akademickie kształcące lekarzy weterynarii
Obecnie w Polsce kształcenie na kierunku weterynaria prowadzone jest w siedmiu uczelniach wyższych:
1. Uniwersytet Przyrodniczy w Lublinie – Wydział Medycyny Weterynaryjnej
2. Uniwersytet Warmińsko-Mazurski w Olsztynie – Wydział Medycyny Weterynaryjnej
3. Szkoła Główna Gospodarstwa Wiejskiego w Warszawie – Wydział Medycyny Weterynaryjnej
4. Uniwersytet Przyrodniczy we Wrocławiu – Wydział Medycyny Weterynaryjnej
5. Uniwersytet Przyrodniczy w Poznaniu – Wydział Medycyny Weterynaryjnej i Nauk o Zwierzętach
6. Uniwersytet Rolniczy im. Hugona Kołłątaja w Krakowie – Wydział Medycyny Weterynaryjnej
7. Uniwersytet Mikołaja Kopernika w Toruniu – Instytut Medycyny Weterynaryjnej

### Uprawnienia akademickie i naukowe w zakresie weterynarii
W Polsce następujące instytucje posiadają uprawnienia do nadawania tytułów naukowych i stopni w zakresie nauk weterynaryjnych:

#### Tytuły nadawane
- lekarz weterynarii (lek. wet.) – Doctor of Veterinary Medicine (DVM)
- doktor nauk weterynaryjnych (dr n. wet.) – DVM, Ph.D.
- doktor habilitowany nauk weterynaryjnych (dr hab. n. wet.) – Assistant Professor, DVM, Ph.D.
- możliwość występowania o tytuł profesora nauk weterynaryjnych (prof. dr hab. n. wet.) – Professor, DVM, Ph.D.

#### Jednostki z pełnymi uprawnieniami[15]
- Uniwersytet Mikołaja Kopernika w Toruniu – Instytut Medycyny Weterynaryjnej

- Uniwersytet Przyrodniczy w Lublinie – Wydział Medycyny Weterynaryjnej
- Uniwersytet Warmińsko-Mazurski w Olsztynie – Wydział Medycyny Weterynaryjnej
- Szkoła Główna Gospodarstwa Wiejskiego w Warszawie – Wydział Medycyny Weterynaryjnej
- Uniwersytet Przyrodniczy we Wrocławiu – Wydział Medycyny Weterynaryjnej
- Uniwersytet Rolniczy im. Hugona Kołłątaja w Krakowie – Wydział Medycyny Weterynaryjnej

#### Jednostki badawcze (bez uprawnień do nadawania tytułu lek. wet.)
- Państwowy Instytut Weterynaryjny – Państwowy Instytut Badawczy w Puławach[16]
- Wojskowy Instytut Higieny i Epidemiologii im. gen. K. Kaczkowskiego[17]

## Specjalizacje lekarsko-weterynaryjne
Nadawaniem tytułów specjalistów w danej dziedzinie trudni się Komisja Do Spraw Specjalizacji Lekarzy Weterynarii. Rozpoczęcie studiów specjalizacyjnych może zostać rozpoczęta przez absolwenta z dwuletnim doświadczeniem zawodowym. W Polsce działa 19 programów specjalizacyjnych dla lekarzy weterynarii:
- Choroby przeżuwaczy
- Choroby koni
- Choroby trzody chlewnej
- Choroby psów i kotów
- Choroby drobiu
- Choroby zwierząt futerkowych
- Użytkowanie i patologia zwierząt laboratoryjnych
- Choroby ryb
- Choroby owadów użytkowych
- Choroby zwierząt nieudomowionych
- Rozród zwierząt
- Chirurgia weterynaryjna
- Radiologia weterynaryjna
- Prewencja weterynaryjna i higiena pasz
- Higiena zwierząt rzeźnych i żywności pochodzenia zwierzęcego
- Weterynaryjna diagnostyka laboratoryjna
- Epizootiologia i administracja weterynaryjna.
- Choroby ptaków ozdobnych i gołębi
- Dobrostan zwierząt

## Zakłady lecznicze

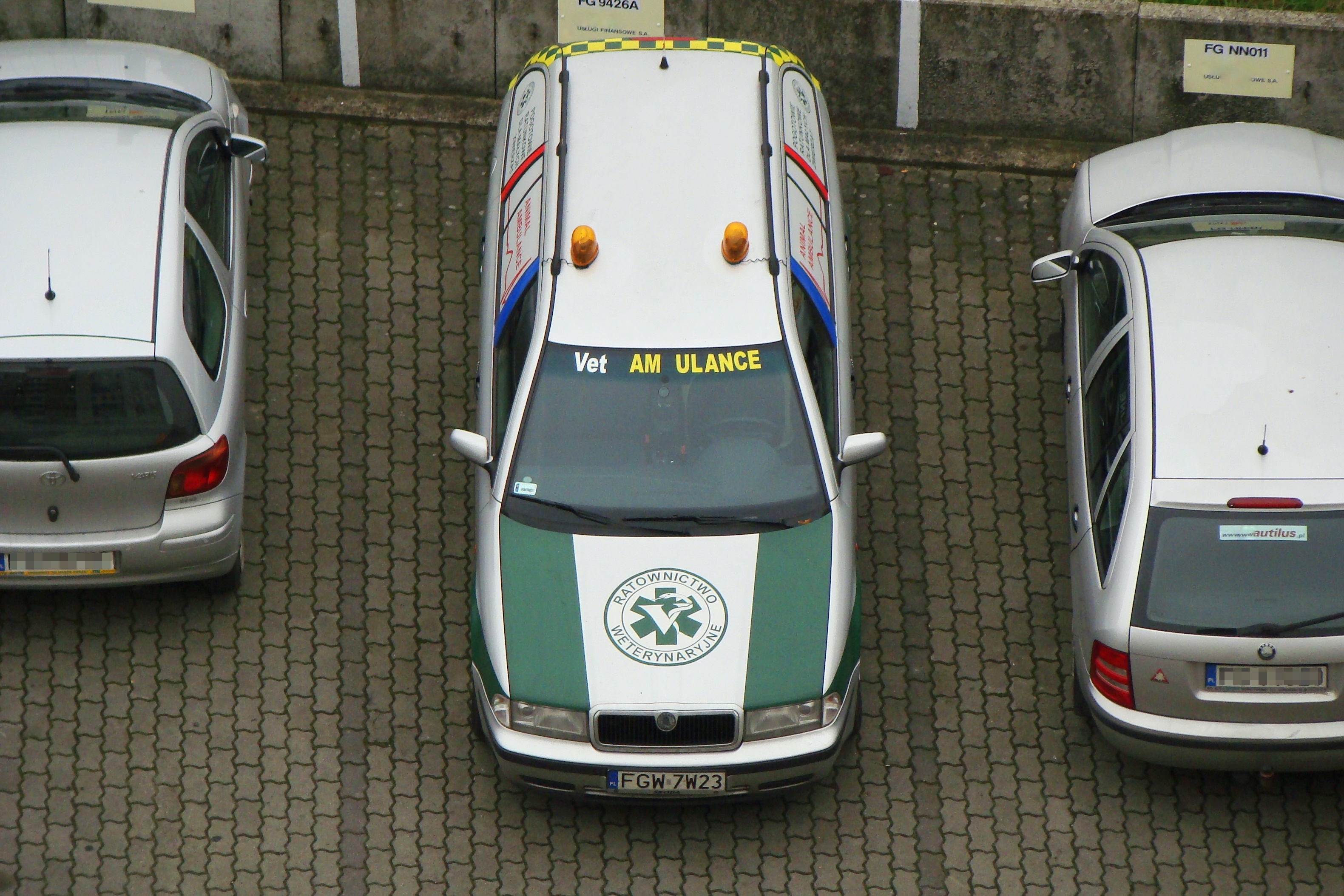
Ambulans weterynaryjny używany w wypadku lekkich zranień nie zagrażającym życiu.

Zakładami leczniczymi według ustawy o zakładach leczniczych dla zwierząt są:
- gabinet weterynaryjny
- przychodnia weterynaryjna
- lecznica weterynaryjna
- klinika weterynaryjna
- weterynaryjne laboratorium diagnostyczne

Wszystkie powyższe zakłady lecznicze są zazwyczaj własnością prywatną, z wyjątkiem kliniki uniwersyteckiej, która funkcjonuje jako jednostka należąca do uczelni. W takich placówkach, oprócz lekarzy weterynarii, mogą być zatrudniani także technicy weterynarii, posiadający kwalifikacje do wykonywania niektórych czynności związanych z profilaktyką oraz ochroną zdrowia zwierząt.

## Kliniki weterynaryjne przy wydziałach medycyny weterynaryjnej
Przy wydziałach medycyny weterynaryjnej również funkcjonują kliniki weterynaryjne, które są jednocześnie jednostkami naukowo-dydaktycznymi, jak i zakładami lecznictwa zwierząt. Są to wysoce rozbudowane jednostki, zatrudniające wyspecjalizowanych we wszystkich dziedzinach weterynaryjnych lekarzy weterynarii, doktorów, doktorów habilitowanych, jak i profesorów nauk weterynaryjnych. Takie kliniki są zazwyczaj wyposażone w wysoce specjalistyczne urządzenia diagnostyczne, jak chociażby tomograf komputerowy, rezonans magnetyczny.

## Inspekcja Weterynaryjna
W Polsce funkcjonuje Inspekcja Weterynaryjna, która pełni kluczową rolę w nadzorze nad zakładami produkującymi żywność pochodzenia zwierzęcego, takimi jak mleczarnie czy rzeźnie. Odpowiada również za nadzór nad zakładami zajmującymi się produkcją pasz dla zwierząt. Ponadto Inspekcja Weterynaryjna monitoruje stan epizootyczny kraju, zapobiegając szerzeniu się chorób zakaźnych zwierząt i dbając o właściwy dobrostan zwierząt.

### Struktura nadzoru weterynaryjnego[22]
W każdym województwie powołano lekarzy weterynarii, którzy sprawują nadzór weterynaryjny na danym terenie. Należą do nich:
1. Powiatowi lekarze weterynarii – odpowiedzialni za nadzór w obrębie powiatów.
2. Wojewódzcy lekarze weterynarii – nadzorują działalność w obrębie województw.
3. Graniczni lekarze weterynarii – sprawują kontrolę nad żywnością i zdrowiem zwierząt w punktach granicznych.

Nadzór nad Inspekcją Weterynaryjną w kraju sprawuje Główny Lekarz Weterynarii, który podlega Ministrowi Rolnictwa i Rozwoju Wsi. Aktualnie tę funkcję pełni:
- lek. wet. Krzysztof Jażdżewski[23]

Wszyscy lekarze weterynarii posiadający prawo do wykonywania zawodu są zrzeszeni w izbie lekarsko-weterynaryjnej właściwej dla miejsca wykonywanej praktyki. Samorząd ten czuwa między innymi nad należytym wykonywaniem zawodu lekarza weterynarii. Aktualnym Prezesem Krajowej Rady Lekarsko-Weterynaryjnej jest:
- lek. wet. Marek Mastalerek[24]

Centralnym laboratorium referencyjnym akredytowanym przez Komisję Europejską w zakresie nauk weterynaryjnych jest Państwowy Instytut Weterynaryjny w Puławach. W kraju istnieje również szesnaście Zakładów Higieny Weterynaryjnej, które wraz ze swoimi oddziałami terenowymi pełnią rolę laboratoriów lokalnych (terenowych).